# 325
Het jaar 325 is het 25e jaar in de 4e eeuw volgens de christelijke jaartelling.

## Gebeurtenissen

### Klein-Azië
- 20 mei - Eerste Concilie van Nicea: Keizer Constantijn de Grote roept een oecumenisch concilie bijeen in de stad Nicea (huidige Turkije). Ruim 250 bisschoppen formuleren een orthodox credo, het zogenaamde Nicaenum (Geloofsbelijdenis van Nicea). Het arianisme wordt veroordeeld: Jezus is niet de 'hoogste schepping', maar gelijk aan God. Tevens wordt door het concilie, Pasen vastgesteld: deze valt op de eerste zondag na de eerste volle maan van de lente. Arius wordt verbannen naar Illyrië.
- Constantijn I vaardigt een edict uit om gladiatorenspelen in het Romeinse Rijk officieel te verbieden; dit verbod heeft op langere termijn geen effect.

### Palestina
- Helena, moeder van Constantijn I, onderneemt een reis door Palestina. Zij vindt volgens de bewering van Eusebius van Caesarea, het Heilige Graf van Jezus en de relikwieën van de Drie Koningen.

### China
- De 4-jarige Jin Chengdi (r. 325-345) volgt zijn vader Jin Mingdi op als keizer van het Chinese Keizerrijk. Hij wordt door familieleden die het regentschap voeren streng begeleid.

## Geboren
- Constantius Gallus, caesar en zoon van Julius Constantius (overleden 354)
- Marcella, kloosterstichtster en heilige (overleden 410)

## Overleden
- Licinius, keizer van het Romeinse Rijk
- Licinius II, caesar en zoon van Licinius (waarschijnlijke datum)
- Gregorius de Verlichter, apostel van Armenië (waarschijnlijke datum)
- Maternus, heilige en bisschop van Keulen
- Martinianus, tegenkeizer van het Romeinse Rijk